# Might and Magic: Clash of Heroes
Might and Magic: Clash of Heroes est un jeu vidéo mêlant puzzle, aventure et jeu de rôle développé par Capybara Games et édité par Ubisoft, sorti en 2009 sur Nintendo DS.

## Scénario
Alors qu'une réunion réunit des peuples elfe, humain et mage, des démons apparaissent et massacrent les adultes à la recherche de quelque chose. Seuls les enfants, l'Elfe Arwen, les humains Godric, Fiona et Aidan, et la mage Nadia s'en sortent. Assoiffés de vengeance, chacun à des endroits différents, ils vont tenter de comprendre l'origine de ce massacre et combattre les démons afin d'éviter la guerre.
L'histoire se compose de cinq chapitres, Arwen qui tente d'éviter qu'une guerre se déclare entre Elfes et Humains, Godric qui fera de même au peuple humain, Fiona devenue nécromancienne qui va tenter de ressusciter, Aidan sous l'emprise d'une dague qui devient démoniaque et Nadia qui s'enfuit de sa tour.

## Système de jeu
Might and Magic: Clash of Heroes est un puzzle-RPG, c'est-à-dire un jeu qui allie la progression du jeu de rôle (montée en puissance du héros, choix de l'équipement qui influera dans les puzzles, choix des troupes selon la difficulté du combat et les stratégies du joueur) et les jeux de puzzle.
Le jeu consiste en des phases d'exploration dans laquelle le héros se déplace de case en case, interroge les personnages non joueurs et progresse dans son histoire. Il peut également trouver des trésors (ressources ou objets), déclencher des combats optionnels ou acheter des unités.
Lors des phases de combat, le champ de bataille est divisé en deux camps. L'écran supérieur représente l'armée adverse tandis que l'écran inférieur représente l'armée du joueur. Cette armée pourra être plus fournie selon le niveau du personnage (un niveau élevé donne droit à avoir plus d'unités sur l'écran). La composition peut être altérée au choix du joueur en choisissant quelle unité sera attribuée à l'une des trois couleurs et quelles seront les unités héroïques ou légendaires qui pourront faire leur apparition.
Le but principal du combat consiste à essayer d'activer des unités en les regroupant par couleur. Les seuls mouvements autorisés consiste à prendre la dernière unité d'une colonne et de la placer sur une autre colonne, ou supprimer une unité du champ de bataille ce qui fera avancer toutes les unités situées à l'arrière. Une unité activée charge en puissance pendant quelques tours puis déferle dans la colonne en face, détruisant si possible unités actives ou inactives, le but étant généralement de rejoindre le fond du champ d'armée adverse et de provoquer des dégâts à l'adversaire. Les règles de combat peuvent subir des règles optionnelles, en particulier lors de combats contre des boss.

## Accueil
- Canard PC : 7/10 (iOS)[1]
- Jeuxvideo.com : 18/20 (DS)[2] - 17/20 (PC/PS3/X360)[3] - 18/20 (iOS)[4]